# Australosymmerus tupi
Australosymmerus tupi är en tvåvingeart som först beskrevs av Lane 1947.  Australosymmerus tupi ingår i släktet Australosymmerus och familjen hårvingsmyggor. Inga underarter finns listade i Catalogue of Life.